# قيثار فيراكروزي
القيثار الفيراكروزي (بالإسبانية: arpa jarocha)‏ هو قيثار خشبي كبير يعزف وقوفا عادة، لكن أمثلة مبكرة من القرن 16 مرورا بالعقود الثلاثة أو الأربعة الأولى في القرن 19 كانت صغيرة وكانت تعزف أثناء الجلوس. تتوفر على إطار خشبي، رنان، لوح صوت مسطح، 32-36 أوتار نايلون (كانت في الأصل أوتار أمعاء)، ولا يملك دواسات. يضبط هذا القيثار دياتونيا على مجال خمس أوكتافات. يتقوس الجزء العلوي من لوح صوته أحيانا نتيجة لتوتر الأوتار. بعكس القيثارات الميكسيكية، يتوفر القيثار الفيراكروزي على ثقوب صوتية في الجهة الخلفية للوحة الصوت بدل الجهة الأمامية.